# Aeroportul Internațional Chu Lai
Aeroportul Internațional Chu Lai (IATA: VCL, ICAO: VVCA) este un aeroport din Tam Kỳ⁠(d), Quảng Nam, Vietnam ce deservește zona Tam Kỳ⁠(d). Aeroportul a fost tranzitat în 2017 de 673.000 de pasageri.
Situat la o altitudine de 10 m, aeroportul dispune de o singură pistă.